# 洪峤等人故意杀人、盗窃案
洪峤等人故意杀人、盗窃案又称南京女大学生遇害案是洪嶠与女友李倩月產生矛盾后，冒用“国家安全局工作人员”身份，以“危害国家安全”为名，指使張晨光、曹澤青二人，於2020年7月9日在云南省勐海县城郊外将李倩月杀害的案件。
案件审理期间，李倩月父母要求严惩被告人、自愿放弃赔偿，撤回附带民事起诉。2022年7月7日，云南省西双版纳傣族自治州中级人民法院一審公开审判，被告人洪嶠因故意殺人罪被判處死刑。對張晨光、曹澤青分別以故意殺人罪判處死刑，緩期二年執行。
与上海杀妻藏尸案类似，该案件是地方法院在中华人民共和国最高人民法院对因恋爱、婚姻关系产生的故意杀人案件的死刑判罚持反对态度的背景下，做出并得到最高人民法院核准的死刑判决。

## 案件当事人

### 李倩月
李倩月是江苏省扬州市宝应县人。出生于1998年9月，是家中的独生女。父亲李胜是宝应县西安丰镇粮管所普通员工。母亲陈寿萍是宝应县城幼儿园老师。幼年时，李倩月随父母生活于西安丰镇。全家后居住于宝应县县城。2017年李倩月参加高考，考入江苏经贸职业技术学院文化旅游学院空乘专业。案发时的2020年7月，李倩月刚刚毕业。事发后，姣好的容貌被网友关注。

### 洪峤
洪峤（1995年11月10日—2023年5月7日）出生于江苏省南京市，父母都是转业军人。父亲是南京市司法局工作人员，母亲是公务员。洪峤本人肄业于南京的江苏海事职业技术学院。2019年11月，洪峤与李倩月相识并发展成为恋人关系。相关报道提及洪峤无正式工作，是一位军事爱好者。

### 张晨光和曹泽青
2020年8月、勐海县公安局案情通报提及张晨光的信息为，男，21岁，江苏宿迁人。曹泽青的信息为，男，20岁，江苏南京人。
2022年7月《三联生活周刊》报道提及张晨光在江苏海事职业技术学院读大一时与洪峤结识。曹泽青原是南京市某区巡警大队的辅警。张曹二人亦是洪峤的崇拜者。《红星新闻》报道提及，2020年5月，张晨光曾在案发地勐海县打工一周。

### 祁文强
2022年7月《红星新闻》报道提及，祁文强身份是某健身房的私人教练。他与洪峤是在大学当军事教官时认识。祁虽然认为洪峤“反社会情绪比较大”，但对洪峤自称的身份深信不疑。

### 其他谋杀目标
除李倩月外，据张晨光等人交待，洪峤提出的谋杀对象还有张玖、张Y、许某某以及外号God的张某。许某某是有20万退伍费的退伍兵。张Y是张晨光的女友。2020年5月，张Y父亲张玖以女儿未成年被拐卖为由，向江苏、云南两地警方求助。洪峤因此在昆明长水国际机场被航站区派出所民警盘问。后张玖、张Y父女回到江苏，洪峤自此多次提出要杀死张玖和张Y，并抢夺张玖的家产。8月10日，张玖在家乡宿迁市泗阳县被汽车撞死。本案发生后，张玖死亡事引起关注。李倩月父亲李胜说，泗阳县警方曾多次到他家称张玖之死是普通的交通肇事，“对他们的结论，我深表遗憾，但没能解除我的怀疑”。

## 案件经过
2019年5月，洪峤指使祁文强在南京市江宁区淳化街道境内的马场山风景区舟渔寨度假区盗窃一台单目夜视仪（价值1.8万元）。25日，祁文强成功从3006号房间盗走范轶昳的夜视仪，并于次日交给洪峤。而自2019年12月起，洪峤至少五次提出要杀死李倩月。理由是李倩月偷听洪峤和“国安局老大的讲话”等。张晨光、曹泽青将“偷窥或者偷听到了国家机密，危害国家安全”的李倩月“处决”后，就可以正式进入“国家安全人员”的圈子，成为核心工作人员。根據云南省高级人民法院的說法，2020年7月初，洪峤与李倩月在恋爱交往过程中发生矛盾，於是打算殺死李倩月。
2020年7月，洪峤将盗取的夜视仪转交给张晨光、曹泽青，作为杀害李倩月的作案工具之一。7月6日，洪峤、张晨光、曹泽青三人在南京市选定云南省西双版纳勐海县普洱茶公园为作案地点。洪峤以进行秘密约会，诱骗李倩月前往勐海县。李倩月逐在当日购买9日前往西双版纳的机票。除诱骗李倩月外，洪峤提供张、曹二人资金及作案工具，并带领他们多次演练杀人方法、交待作案细节，提出定时汇报等要求。
7月9日上午，张晨光、曹泽青到达勐海县。同一日上午，李倩月离开南京，经昆明转机至西双版纳。晚间9点16分，李倩月经过西双版纳边境管理支队兴海查缉点后，失去踪迹。当李倩月被诱骗至作案地点勐海县普洱茶公园后，曹泽青、张晨光将她杀害，并掩埋尸体。
7月10日，李倩月父母得知她失联，至南京寻找女儿。7月11日，张、曹返回南京，并将李倩月的学生证、银行卡等个人物品及作案工具交给洪峤。7月13日，父亲李胜在南京报警。洪峤不仅陪同报警，并为寻找李倩月“出谋划策”。7月18日，勐海县公安局接到南京市公安局栖霞分局协查通报。
李倩月失联二十余天后，引发中国社会舆论的关注。勐海县公安局进行案件调查后，认为洪峤等有重大作案嫌疑。8月3日，勐海和南京警方抓获洪峤、张晨光、曹泽青等人。当日，寻获李倩月的尸体。8月4日，勐海县公安局发布案情通报称，李倩月已死亡，系被男友洪峤伙同他人诱骗至勐海县城郊外杀害并埋尸。

## 司法审判
原定于2021年12月17日，在云南省西双版纳傣族自治州中级人民法院进行一审开庭庭审，被临时取消。是因被告人方提出非法证据排除。法院回复《红星新闻》，“非法证据排除”是正常程序，系防止正常庭审被打断，本案开庭时间不会太迟。
2022年1月28日，云南省西双版纳傣族自治州中级人民法院进行一审开庭审理。因新冠疫情影响，四位犯罪嫌疑人通过视频异地开庭。公诉人称，洪峤“泯灭人性，无愧疚之心、无悔过之意，是这起案件的组织者、策划者和资金提供者”。
案件审理期间，李倩月父母李胜、陈寿萍做为附带民事诉讼原告人要求严惩被告人、自愿放弃赔偿，并向法院撤回附带民事起诉。2022年7月《三联生活周刊》的报道提及，李倩月父母因案件花费二十余万，而负债十多万元，但“他们不愿接受热心人财物上的捐赠，也拒绝了对方律师的民事赔偿请求”。在中华人民共和国司法体系中，故意杀人罪罪犯是否进行民事赔偿，对死刑判决有重要影响。
2022年7月7日，云南省西双版纳傣族自治州中级人民法院一审公开宣判被告人洪峤、张晨光、曹泽青故意杀人，被告人洪峤、祁文强盗窃一案，对洪峤以故意杀人罪判处死刑，剥夺政治权利终身，以盗窃罪判处有期徒刑二年六个月，并处罚金人民币一万元，数罪并罚，决定执行死刑，剥夺政治权利终身，并处罚金人民币一万元；对张晨光、曹泽青分别以故意杀人罪判处死刑，缓期二年执行，剥夺政治权利终身；对祁文强以盗窃罪判处有期徒刑二年，并处罚金人民币八千元。
李倩月近亲属、部分人大代表、政协委员、媒体记者及群众代表旁听宣判。当日，知情人士对《澎湃新闻》表示，李倩月家属对此结果满意，不申请抗诉。父亲李胜在庭外接受采访时亦表示，这个判决结果是生活归于平静的最好动力源泉，也是对女儿的告慰。
2022年9月20日上午，云南省高院驳回被告上诉，维持一审判决。
2023年5月7日，经最高人民法院核准，云南省西双版纳傣族自治州中级人民法院依照法定程序对洪峤执行死刑。

## 备注
1. ↑  可参见中华人民共和国最高人民法院第一批指导性案件中的王志才故意杀人案。
2. 1 2  相关报道提及的”附带民事诉讼原告人李胜、陈寿萍”[1][9]。李胜是李倩月的父亲[9]，陈寿萍当是李倩月的母亲。
3. ↑  《三联生活周刊》相关报道原文：案发后，她的照片在网络上传播，不少网友评论她某个角度看起来像香港女星王祖贤。温柔，美丽，喜欢并擅长打扮，或许因为具备这样的传统女性魅力[……][3]
4. ↑  2020年8月4日、勐海县公安局案情通报原文：“李某月的男友洪某（男，24岁，江苏南京人）等有重大作案嫌疑[……]将洪某、张某光（男，21岁，江苏宿迁人）、曹某青（男，20岁，江苏南京人）等犯罪嫌疑人抓获[5]”。当是因为洪峤三人时为犯罪嫌疑人身份，未公布完整姓名。另见《红星新闻》披露的二审刑事裁定书：“张晨光，男，汉族，1999年2月20日出生，江苏省宿迁市人，大专文化，无业……”[6]

### 专题报道
- 百度跟进—— 南京女大学生被害案